# Кродерс, Роберт
Роберт Кродерс (латыш. Roberts Kroders; 9 апреля 1892, Таурупе — 28 августа 1956, Саулкрасты) — латвийский журналист, театровед, переводчик. Отец режиссёра Ольгерта Кродерса и журналиста Гунара Кродерса.

## Биография
В 1930 году в соавторстве с Екабом Витолиньшем выпустил книгу «Рихард Вагнер: жизнь и труды» (латыш. Richards Vāgners: dzīve un darbi) и сборник «Портреты латвийских музыкантов» (латыш. Latvju skaņu mākslinieku portrejas). В 1934—1938 гг. опубликовал в пяти выпусках «Историю театра» (латыш. Teātra vēsture) — первый труд в этой области на латышском языке, выступил также как составитель и переводчик сборника теоретических работ «Искусство театра» (латыш. Teātra māksla; 1934). Перевёл на латышский язык избранные сказки из собрания «Тысяча и одна ночь», романы Б. Келлермана «Йестер и Ли», О. Уайлда «Портрет Дориана Грея», Такэо Арисимы «Одна женщина», Ольги Бебутовой «Сердце царевича», ряд драматических произведений.
14 июня 1941 года Кродерс вместе с женой, актрисой Гертой Вульф, и двумя сыновьями был депортирован в Сибирь. Герта Вульф умерла в 1943 году, сам Кродерс вместе с сыном Ольгертом вернулся в Латвию в 1955 году.